# 23411 Bayanova
23411 Bayanova è un asteroide della fascia principale. Scoperto nel 1978, presenta un'orbita caratterizzata da un semiasse maggiore pari a 2,3043001 UA e da un'eccentricità di 0,1251084, inclinata di 5,64627° rispetto all'eclittica.